# Academia de Științe a Albaniei
Academia de Științe a Albaniei (în albaneză Akademia e Shkencave e Shqipërisë), fondată în 1972, este cea mai importantă instituție științifică din Albania. Instituția include cei mai distinși oameni de știință, de asemenea numiți academicieni, care sunt implicați în centre de cercetare și alte organisme în interiorul și în afara Albaniei. Academia are 28 de membri, 11 membri asociați și 26 de membri de onoare Academia este compusă din două secțiuni:
- Științe sociale și Secția Albanologică
- Științe naturale și Secția Științe

Acestea includ, de asemenea, următoarele unități:
- Proiecte Tehnologice și de Inovare, Dezvoltare,
- Filiala pentru Afaceri Externe și Relații Publice,
- Biblioteca[5]
- Publicare

Academia de Științe a Albaniei are cea mai mare bibliotecă universitară din țară. Fondată în 1975, cu doar 10.000 de volume, biblioteca avea 8.120.000 volume către 1986.
În 2008, patru instituții de cercetare (Institutul de Istorie, Institutul de Arheologie, Institutul de Lingvistică și Literatură și Institutul de Cultură Folclorică) s-au contopit și au format Centrul de Studii Albanologice.

## Lista membrilor actuali
| - Anastas Angjeli - Apollon Baçe - Gudar Beqiraj - Salvator Bushati - Floresha Dado - Albert Doja - Neki Frashëri - Artan Fuga - Nazim Gruda | - Skënder Gjinushi - Jorgaq Kaçani - Adnan Kastrati - Fatos Kongoli - Ethem Likaj - Rexhep Mejdani - Arben Merkoçi - Beqir Meta - Petraq Petro | - Edmond Pinguli - Bashkim Resuli - Xhevair Spahiu - Vasil Tole - Jani Vangjeli - Marenglen Verli - Floran Vila - Besir Elezi - Muzafer Korkuti |

## Președinți
- Aleks Buda
- Shaban Demiraj

## Periodice
- Studia Albanica, ISSN 0585-5047.
- AJNTS - Jurnalul albanez de Științele Naturale și Tehnice, ISSN 2074-0867.